# Endstation Hölle
Endstation Hölle (Originaltitel: Skyjacked) ist ein US-amerikanischer Katastrophenfilm des Regisseurs John Guillermin aus dem Jahr 1972. Das Drehbuch des Films basiert auf dem Roman Hijacked, der von Drehbuchautor David Harper verfasst wurde.

## Handlung
Der Global-Airways-Flug 502 ist unterwegs von Oakland, Kalifornien, nach Minneapolis, Minnesota. Flugkapitän der Boeing 707 ist Henry O’Hara. Während des Fluges wird O’Hara von einer Stewardess zur Bordtoilette gerufen. Dort ist eine Bombendrohung hinterlegt, die ihn anweist, nach Anchorage in Alaska zu fliegen. O’Hara gibt der Forderung nach und ändert den Kurs der Maschine nach Anchorage. Dort kann er das Flugzeug trotz widriger Verhältnisse sicher landen.
Der Vietnamveteran Sergeant Jerome Weber ist der Urheber der Bombendrohung. Durch einen Notausgang können die meisten Passagiere der Touristenklasse aus der Boeing entkommen. Den anderen Passagieren erlaubt Weber, das Flugzeug zu verlassen. Nur die Passagiere der ersten Klasse bleiben als Geiseln an Bord. Unter den Geiseln befindet sich der Senator Arne Lindner, der bestürzt mitbekommt, dass sich Weber in die Sowjetunion absetzen will.
Obwohl die Maschine keine Einfluggenehmigung für den sowjetischen Luftraum erhält, besteht Weber darauf, dass O’Hara Moskau direkt ansteuert. Als die Maschine den sowjetischen Luftraum erreicht, wird sie von Militärmaschinen abgefangen. O’Hara fährt das Fahrwerk aus und stellt die Landeklappen ein, um den sowjetischen Kampfpiloten zu signalisieren, dass es sich um eine Zivilmaschine handelt und nicht um einen Militärjet, wie es der sowjetische Befehlshaber glaubt. O’Hara kann die Sowjets davon überzeugen, dass es sich um eine Flugzeugentführung handelt.
Die Kampfpiloten eskortieren die 707 nach Moskau. Weber erkennt, dass er nicht auf Anerkennung von Seiten der Sowjets rechnen kann. O’Hara greift Weber an, der ihn bei dem folgenden Kampf in die Schulter schießt. Weber – bewaffnet mit Pistole und einer Weste, die mit Handgranaten bestückt ist – verlässt die auf der Landebahn stehende Maschine über eine Gangway, die an das Flugzeug gestellt worden war – gemeinsam mit dem verletzten Kapitän, hinter dem er sich versteckt. In einem geeigneten Moment lässt der Kapitän sich fallen, worauf die Sowjets das Feuer auf Weber eröffnen. Dieser fällt vornüber auf den Boden, woraufhin eine Handgranate aus seiner Weste unter seinem Körper explodiert. Am Ende wird der Kapitän auf einer Trage zum Krankenwagen transportiert; dieser sieht dabei im Himmel ein Flugzeug, das sich im Steigflug befindet.

## Hintergrund
Die Uraufführung fand am 24. Mai 1972 in New York City statt. In Deutschland wurde der Film erstmals am 27. Oktober des gleichen Jahres gezeigt.
Die MGM-Produktion hatte ein geschätztes Budget von 2,7 Millionen US-Dollar. Ein Drehort war unter anderem der Metropolitan Oakland International Airport. Genutzt wurde eine Boeing 707 der World Airways, die zum Zeitpunkt der Dreharbeiten in Oakland beheimatet war.
Für Susan Dey bedeutete der Film ihr Leinwanddebüt, während Jeanne Crain nach diesem Film ihre Schauspielerkarriere beendete. Hauptdarsteller Charlton Heston war nach diesem Film in weiteren Katastrophenfilmen zu sehen, unter anderem in Erdbeben, Giganten am Himmel, Zwei Minuten Warnung und U-Boot in Not.

## Kritiken
Das Lexikon des internationalen Films bezeichnete den Film als „abenteuerliche Unterhaltung, die im Verlauf der Klischeestory an Spannung verliert“. Die Filmzeitschrift Cinema zog das Fazit, der Film sei „trotz guter Darsteller nur ein mäßiger Nachbrenner des ‚Airport‘-Katastrophenfilmbooms der 70er-Jahre“.
A. H. Weiler von der New York Times lobte hingegen den Film als einfachen, gradlinigen Thriller. John Guillermin behandle den gewöhnlichen Plot mit Tempo und Effizienz. Regisseur Guillermin erntete auch Lob vom Branchenblatt Variety, das befand, dass seine temporeiche Regie das Beste aus der großen Gruppe erstklassiger Darsteller heraushole.